# Paller Judit
Paller Judit (Kútfej, Zala megye, 1949. február 12. – 2022. április 3.) magyar orvos, országos tisztifőorvos (2010–2015).

## Pályafutása
A Pécsi Orvostudományi Egyetemen diplomázott, majd letette a közegészségtan-járványtani és megelőző orvostani, valamint a népegészségtan szakvizsgát. 1991-től az Állami Népegészségügyi és Tisztiorvosi Szolgálat (ÁNTSZ) Győr-Moson-Sopron Megyei Intézeténél dolgozott mint helyettes megyei tisztifőorvos, majd 2002 szeptemberétől tisztifőorvos. 2007-től 2010-ig a Nyugat-dunántúli Regionális Intézet tisztifőorvosa volt.
2016-ban a Magyar Érdemrend lovagkeresztje kitüntetésben részesült.